# Ritchie Boys

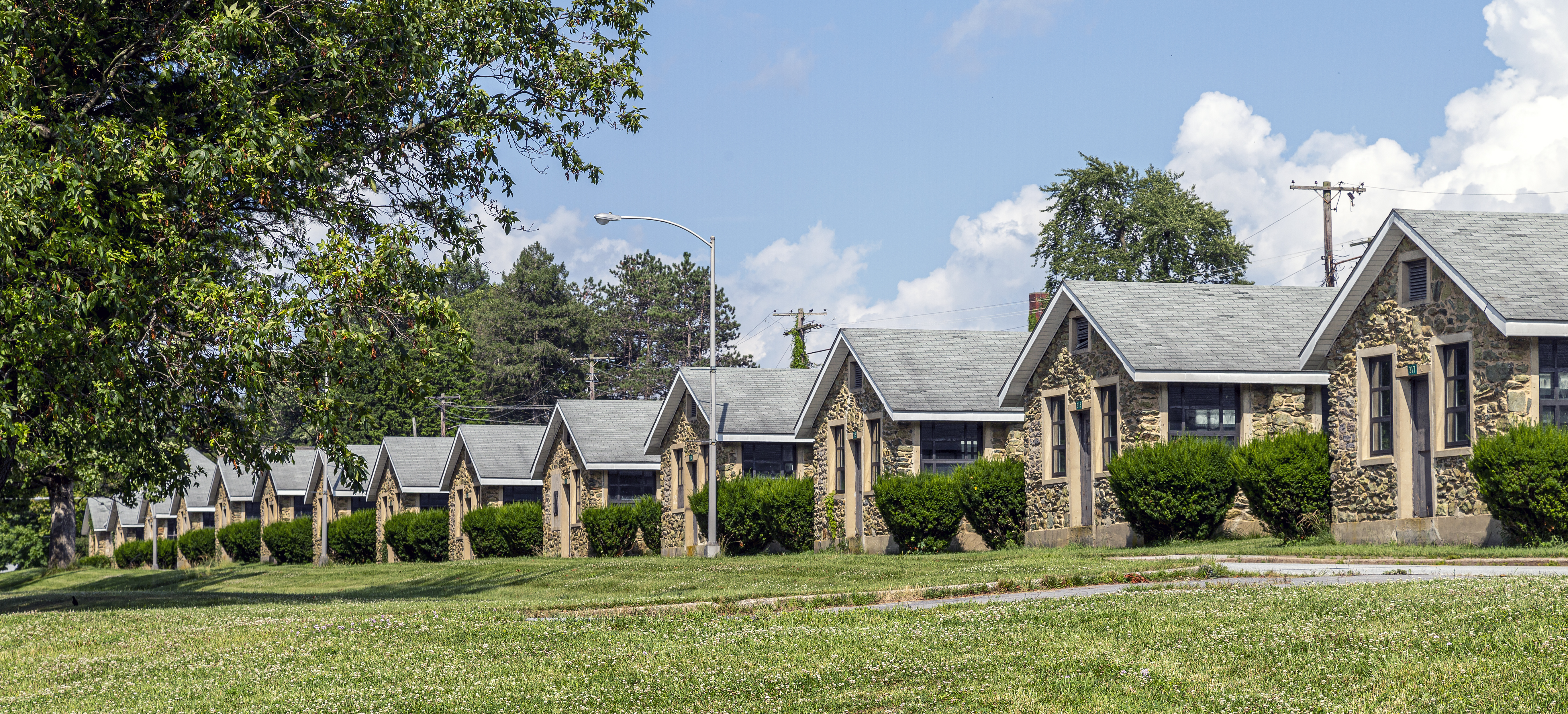
Каменные казармы в лагере Ритчи

Ritchie Boys — группа (примерно 10 000 человек) молодых людей из Германии, преимущественно евреев, покинувших родину и выразивших желание присоединиться к армии США во время Второй мировой войны. Они прошли обучение в центре подготовки военной разведки, известном как лагерь Ритчи (Ritchie), в Мэриленде. При подготовке группы особое внимание уделялось методам психологической войны. Они хорошо подходили для этой задачи, так как знали немецкий язык и менталитет лучше любого солдата американского происхождения. Группа должна была изучить врага и деморализовать его, чтобы достичь безоговорочной капитуляции.